# Course en ligne féminine aux championnats du monde de cyclisme sur route 2021
La course en ligne féminine aux championnats du monde de cyclisme sur route 2021 a lieu le 25 septembre 2021 en Flandre, en Belgique. Le départ a lieu à Anvers et l'arrivée à Louvain. L'Italienne Elisa Balsamo gagne le titre.

## Parcours
Le parcours de la course en ligne emprunte des mont pavés et pentus figurant sur le tracé de la Course des raisins et de la Flèche brabançonne.
Les coureuses démarrent sur la Grand-Place d'Anvers, où le Tour des Flandres s'élance depuis 2017. Les 50 kilomètres suivants les conduisent en ligne droite jusqu'à Louvain, qui sert également de ville d'arrivée. Le parcours est alors tracé en circuit sur deux boucles. 
Le « circuit principal » est une boucle de 15 kilomètres autour de Louvain caractérisée par des rues sinueuses au centre-ville. Il y a quatre courtes montées classées et au moins 20 virages serrés à négocier. L'autre boucle est surnommée le « circuit Flandrien ». Elle est longue de près de 50 kilomètres et emmène les coureurs vers les ascensions les plus difficiles. Le Smeysberg (à deux reprises), la Moskesstraat et ses pavés, la Taymansstraat, la Bekestraat ou encore la Veeweidestraat sont au programme avant un retour sur le plat vers le circuit principal de Louvain. 
La course sur route féminine comprend un tour et demi du circuit principal de Louvain, une boucle du circuit Flandrien et, enfin, deux autres tour et demi du circuit principal. Le tracé totalise 157,7 km kilomètres avec un dénivelé positif cumulé de 1 047 m,.

## Qualification
| Équipes nationales (48)- Pays-Bas - Italie - Danemark - Allemagne - Suisse - États-Unis - Australie - Belgique - Afrique du Sud - Pologne - France - Grande-Bretagne - Espagne - Norvège - Slovénie - Nouvelle-Zélande - Autriche - Suède - Canada - Fédération russe de cyclisme - Colombie - Luxembourg - Lituanie - Ukraine - Chili - Cuba - Thaïlande - Hongrie - Biélorussie - Mexique - Tchéquie - Israël - Ouzbekistan - Lettonie - Slovaquie - Estonie - Irlande - Rwanda - Islande - Serbie - Portugal - Trinité-et-Tobago - Brésil - Érythrée - Azerbaijan - Japon - Paraguay - Argentine |
| |

## Favorites
La formation néerlandaise fait figure de favorite avec : Marianne Vos, Annemiek van Vleuten, Anna van der Breggen, Demi Vollering et Ellen van Dijk qui vient de remporter le contre-la-montre. La sprinteuse Belge Lotte Kopecky joue à domicile et fait également partie des prétendantes. Les autres favorites sont : Lizzie Deignan pour la Grande-Bretagne, Elisa Longo Borghini pour l'Italie, Katarzyna Niewiadoma pour la Pologne, Coryn Rivera et Ruth Winder pour les États-Unis ainsi que Chloe Hosking pour l'Australie.

## Récit de la course

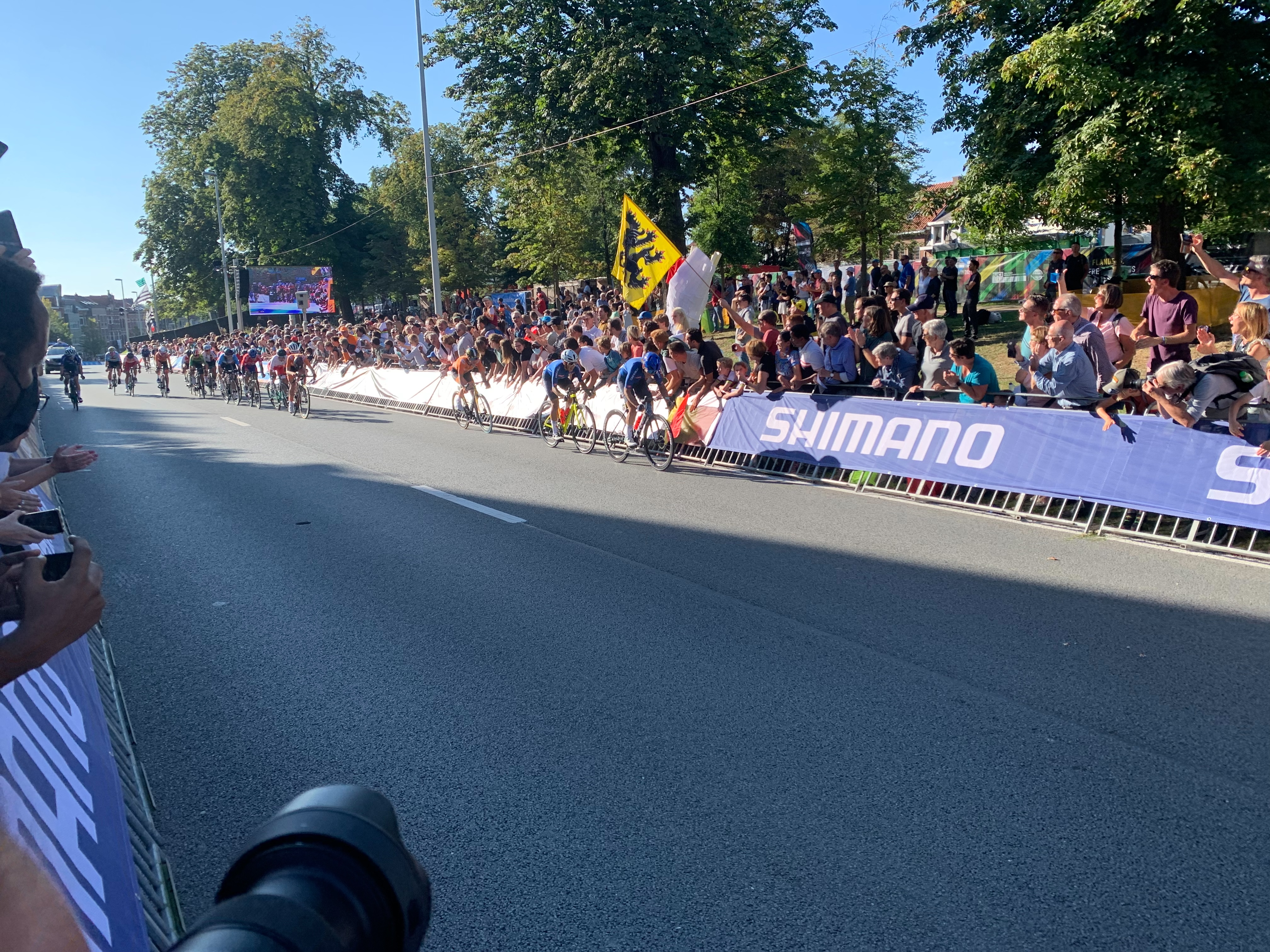
Sprint

La météo est idéale. Urska Bravek est la première à attaquer. Elle est suivie par Fernanda Yapura. L'équipe d'Allemagne mène alors le peloton. L'échappée est reprise. À cent-un kilomètres de l'arrivée, Annemiek van Vleuten sort. La Grande-Bretagne se place alors en tête de peloton. Van Vleuten est reprise. À soixante-dix-neuf kilomètres de l'arrivée Michaela Drummond attaque. Son avance atteint presque la minute. Elle est néanmoins revue dans le Smeysberg à soixante-dix kilomètres de la ligne. Demi Vollering est victime d'un saut de chaîne et doit chasser derrière le peloton. À soixante kilomètres de l'arrivée, Anna van der Breggen accroît le rythme du peloton. Elle est imitée par Alison Jackson puis Annemiek van Vleuten dans une montée. Cela réduit le peloton à une trentaine de coureuses. Lucinda Brand prend le relais. Vollering est de nouveau distancée. Dans la seconde ascension du Smeysberg, Ashleigh Moolman attaque. Elle est suivie par Marianne Vos, Katarzyna Niewiadoma et Lizzie Deignan. La sélection continue dans le peloton : Lotte Kopecky est notamment lâchée. Un regroupement général a lieu au kilomètre quarante-cinq. Ellen van Dijk place une accélération. La Grande-Bretagne et l'Australie la chasse immédiatement. Chantal van den Broek-Blaak contre. Cecilie Uttrup Ludwig et Sina Frei sortent ensuite. Un nouveau regroupement a lieu à trente-huit kilomètres du but. Six coureuses partent alors. Ce groupe comprend notamment Audrey Cordon-Ragot et Tiffany Cromwell. La sélection allemande mène la chasse. Dans la côte de Sint-Antoniusberg, Pfeiffer Georgi accélère avant qu'Aude Biannic passe à l'offensive. Cromwell, van den Broek-Blaak et Marta Bastianelli contrent, mais Marlen Reusser les reprend et part seule à vingt-sept kilomètres de la ligne. Les équipes des Pays-Bas et de Grande-Bretagne réagissent. Aude Biannic repart seule, mais est reprise sur le Keizersberg. Van Dijk tente ensuite une nouvelle fois. Dans la côte de Decouxlaan, Mavi Garcia parvient à sortir. Elle a une avance de vingt-cinq secondes à vingt-deux kilomètres de la fin. Dans Wijnpers, Katarzyna Niewiadoma attaque. Le peloton n'est alors composé que de douze coureuses. Aux vingt kilomètres, Annemiek van Vleuten attaque. Elisa Longo Borghini la marque. Van Vleuten se met alors au service de Marianne Vos et chasse derrière Mavi Garcia. Au dernier passage sur la ligne, Lotte Kopecky et Lizzie Deignan reviennent dans le peloton. Audrey Cordon-Ragot puis Annemiek van Vleuten attaquent sans succès. Mavi Garcia est reprise dans le Keizersberg aux onze kilomètres. Lucinda Brand et Rachel Neylan jouent leur va-tout à sept kilomètres de la ligne dans le Decouxlaan. Annemiek van Vleuten provoque le regroupement. Elle tente de nouveau de sortir dans le Wijnpers, mais Elisa Longo Borghini veille encore. Elles sont suivies par Vos, Jackson et Niewiadoma. Après un nouveau regroupement, Van Vleuten attaque. Elle est ensuite imitée par van Dijk. Dans Sint-Antoniusberg, Niewiadoma tente une dernière fois. Dans le final, les trains des Pays-Bas et de l'Italie se font concurrence. L'Italienne Elisa Longo Borghini emmène pour le sprint final pour sa compatriote Elisa Balsamo qui arrive à maintenir sa place devant la Néerlandaise Marianne Vos.

## Classement
| \| Classement général \| Classement général \| Classement général \| Classement général \| Classement général \| \| Coureuse \| Coureuse \| Pays \| Équipe \| Temps \| \| ------------------ \| --------------------- \| ------------------ \| ------------------ \| ------------------ \| \| 1re \| Elisa Balsamo \| Italie \| Italie \| 3 h 52 min 27 s \| \| 2e \| Marianne Vos \| Pays-Bas \| Pays-Bas \| + 0 s \| \| 3e \| Katarzyna Niewiadoma \| Pologne \| Pologne \| + 1 s \| \| 4e \| Blanka Vas \| Hongrie \| Hongrie \| + 1 s \| \| 5e \| Arlenis Sierra \| Cuba \| Cuba \| + 1 s \| \| 6e \| Alison Jackson \| Canada \| Canada \| + 1 s \| \| 7e \| Demi Vollering \| Pays-Bas \| Pays-Bas \| + 1 s \| \| 8e \| Cecilie Uttrup Ludwig \| Danemark \| Danemark \| + 1 s \| \| 9e \| Lisa Brennauer \| Allemagne \| Allemagne \| + 1 s \| \| 10e \| Coryn Rivera \| États-Unis \| États-Unis \| + 1 s \| |                       |            |            |                 |
| |                       |            |            |                 |
| Sources : ProCyclingStats Cycling Quotient |                       |            |            |                 |
| Classement général |                       |            |            |                 |
| Coureuse | Coureuse              | Pays       | Équipe     | Temps           |
| 1re | Elisa Balsamo         | Italie     | Italie     | 3 h 52 min 27 s |
| 2e | Marianne Vos          | Pays-Bas   | Pays-Bas   | + 0 s           |
| 3e | Katarzyna Niewiadoma  | Pologne    | Pologne    | + 1 s           |
| 4e | Blanka Vas            | Hongrie    | Hongrie    | + 1 s           |
| 5e | Arlenis Sierra        | Cuba       | Cuba       | + 1 s           |
| 6e | Alison Jackson        | Canada     | Canada     | + 1 s           |
| 7e | Demi Vollering        | Pays-Bas   | Pays-Bas   | + 1 s           |
| 8e | Cecilie Uttrup Ludwig | Danemark   | Danemark   | + 1 s           |
| 9e | Lisa Brennauer        | Allemagne  | Allemagne  | + 1 s           |
| 10e | Coryn Rivera          | États-Unis | États-Unis | + 1 s           |

## Liste des participantes
| Pays-Bas NED | Pays-Bas NED                | Pays-Bas NED |
| ------------ | --------------------------- | ------------ |
| Num          | Coureuse                    | Pos          |
| 1            | Anna van der Breggen        | 89e          |
| 2            | Lucinda Brand               | 36e          |
| 3            | Amy Pieters                 | 30e          |
| 4            | Chantal van den Broek-Blaak | 32e          |
| 5            | Ellen van Dijk              | 18e          |
| 6            | Annemiek van Vleuten        | 19e          |
| 7            | Demi Vollering              | 7e           |
| 8            | Marianne Vos                | 2e           |

| Italie ITA | Italie ITA                | Italie ITA |
| ---------- | ------------------------- | ---------- |
| Num        | Coureuse                  | Pos        |
| 9          | Elisa Balsamo             | 1re        |
| 10         | Marta Bastianelli         | 22e        |
| 11         | Marta Cavalli             | 20e        |
| 12         | Elena Cecchini            | 95e        |
| 13         | Maria Giulia Confalonieri | 23e        |
| 14         | Vittoria Guazzini         | 94e        |
| 15         | Elisa Longo Borghini      | 17e        |

| Danemark DEN | Danemark DEN          | Danemark DEN |
| ------------ | --------------------- | ------------ |
| Num          | Coureuse              | Pos          |
| 16           | Amalie Dideriksen     | 65e          |
| 17           | Trine Holmsgaard      | 102e         |
| 18           | Marita Jensen         | 96e          |
| 19           | Emma Norsgaard        | 82e          |
| 20           | Rebecca Koerner       | AB           |
| 21           | Julie Norman Leth     | 79e          |
| 22           | Cecilie Uttrup Ludwig | 8e           |

| Allemagne GER | Allemagne GER      | Allemagne GER |
| ------------- | ------------------ | ------------- |
| Num           | Coureuse           | Pos           |
| 23            | Lisa Brennauer     | 9e            |
| 24            | Kathrin Hammes     | 74e           |
| 25            | Romy Kasper        | 87e           |
| 26            | Lisa Klein         | 66e           |
| 27            | Franziska Koch     | 37e           |
| 28            | Lea Lin Teutenberg | 88e           |
| 29            | Liane Lippert      | AB            |

| Suisse SUI | Suisse SUI     | Suisse SUI |
| ---------- | -------------- | ---------- |
| Num        | Coureuse       | Pos        |
| 30         | Caroline Baur  | 105e       |
| 31         | Elise Chabbey  | 13e        |
| 32         | Sina Frei      | 15e        |
| 33         | Nicole Koller  | AB         |
| 34         | Marlen Reusser | 90e        |
| 35         | Noemi Rüegg    | 62e        |

| États-Unis USA | États-Unis USA   | États-Unis USA |
| -------------- | ---------------- | -------------- |
| Num            | Coureuse         | Pos            |
| 36             | Kristen Faulkner | 52e            |
| 37             | Coryn Rivera     | 10e            |
| 38             | Lauren Stephens  | 106e           |
| 39             | Leah Thomas      | 56e            |
| 40             | Tayler Wiles     | 71e            |
| 41             | Ruth Edwards     | 21e            |

| Australie AUS | Australie AUS    | Australie AUS |
| ------------- | ---------------- | ------------- |
| Num           | Coureuse         | Pos           |
| 42            | Jessica Allen    | 111e          |
| 43            | Tiffany Cromwell | 41e           |
| 44            | Lauretta Hanson  | 92e           |
| 45            | Chloe Hosking    | AB            |
| 46            | Rachel Neylan    | 24e           |
| 47            | Sarah Roy        | 38e           |
| 48            | Amanda Spratt    | 93e           |

| Belgique BEL | Belgique BEL       | Belgique BEL |
| ------------ | ------------------ | ------------ |
| Num          | Coureuse           | Pos          |
| 49           | Shari Bossuyt      | 59e          |
| 50           | Kim de Baat        | AB           |
| 51           | Valerie Demey      | 76e          |
| 52           | Jolien D'Hoore     | 34e          |
| 53           | Lotte Kopecky      | 16e          |
| 54           | Jesse Vandenbulcke | 48e          |

| Afrique du Sud RSA | Afrique du Sud RSA         | Afrique du Sud RSA |
| ------------------ | -------------------------- | ------------------ |
| Num                | Coureuse                   | Pos                |
| 55                 | Frances Janse van Rensburg | 112e               |
| 56                 | Kerry Jonker               | AB                 |
| 57                 | Tiffany Keep               | AB                 |
| 58                 | Ashleigh Moolman           | 11e                |
| 59                 | Hayley Preen               | 61e                |
| 60                 | Courteney Webb             | AB                 |

| Pologne POL | Pologne POL          | Pologne POL |
| ----------- | -------------------- | ----------- |
| Num         | Coureuse             | Pos         |
| 61          | Marta Jaskulska      | 68e         |
| 62          | Karolina Karasiewicz | 97e         |
| 63          | Karolina Kumięga     | 51e         |
| 64          | Marta Lach           | 53e         |
| 65          | Aurela Nerlo         | 72e         |
| 66          | Katarzyna Niewiadoma | 3e          |

| France FRA | France FRA          | France FRA |
| ---------- | ------------------- | ---------- |
| Num        | Coureuse            | Pos        |
| 67         | Aude Biannic        | 45e        |
| 68         | Audrey Cordon-Ragot | 27e        |
| 69         | Eugénie Duval       | 49e        |
| 70         | Roxane Fournier     | 109e       |
| 71         | Juliette Labous     | 46e        |
| 72         | Évita Muzic         | 50e        |

| Grande-Bretagne GBR | Grande-Bretagne GBR | Grande-Bretagne GBR |
| ------------------- | ------------------- | ------------------- |
| Num                 | Coureuse            | Pos                 |
| 73                  | Alice Barnes        | 84e                 |
| 74                  | Lizzie Deignan      | 14e                 |
| 75                  | Pfeiffer Georgi     | 35e                 |
| 76                  | Anna Henderson      | 25e                 |
| 77                  | Joscelin Lowden     | AB                  |
| 78                  | Anna Shackley       | 40e                 |

| Espagne ESP | Espagne ESP      | Espagne ESP |
| ----------- | ---------------- | ----------- |
| Num         | Coureuse         | Pos         |
| 79          | Mavi García      | 29e         |
| 80          | Sheyla Gutiérrez | 81e         |
| 81          | Sara Martín      | 69e         |
| 82          | Eider Merino     | 55e         |
| 83          | Lourdes Oyarbide | 77e         |
| 84          | Ane Santesteban  | 39e         |

| Norvège NOR | Norvège NOR        | Norvège NOR |
| ----------- | ------------------ | ----------- |
| Num         | Coureuse           | Pos         |
| 85          | Katrine Aalerud    | 83e         |
| 86          | Susanne Andersen   | 75e         |
| 87          | Stine Borgli       | 80e         |
| 88          | Ingvild Gåskjenn   | 78e         |
| 89          | Emilie Moberg      | AB          |
| 90          | Anne Dorthe Ysland | 47e         |

| Slovénie SLO | Slovénie SLO  | Slovénie SLO |
| ------------ | ------------- | ------------ |
| Num          | Coureuse      | Pos          |
| 91           | Urška Bravec  | AB           |
| 92           | Eugenia Bujak | 58e          |
| 93           | Špela Kern    | 28e          |
| 94           | Urška Žigart  | AB           |

| Nouvelle-Zélande NZL | Nouvelle-Zélande NZL | Nouvelle-Zélande NZL |
| -------------------- | -------------------- | -------------------- |
| Num                  | Coureuse             | Pos                  |
| 95                   | Henrietta Christie   | AB                   |
| 96                   | Michaela Drummond    | 64e                  |
| 97                   | Niamh Fisher-Black   | 91e                  |
| 98                   | Ella Harris          | 26e                  |

| Autriche AUT | Autriche AUT            | Autriche AUT |
| ------------ | ----------------------- | ------------ |
| Num          | Coureuse                | Pos          |
| 99           | Verena Eberhardt        | AB           |
| 100          | Sarah Rijkes            | 67e          |
| 101          | Christina Schweinberger | 104e         |
| 102          | Kathrin Schweinberger   | AB           |

| Suède SWE | Suède SWE          | Suède SWE |
| --------- | ------------------ | --------- |
| Num       | Coureuse           | Pos       |
| 103       | Caroline Andersson | AB        |
| 104       | Julia Borgström    | 101e      |
| 105       | Hanna Nilsson      | 43e       |
| 106       | Sara Penton        | AB        |

| Canada CAN | Canada CAN       | Canada CAN |
| ---------- | ---------------- | ---------- |
| Num        | Coureuse         | Pos        |
| 107        | Karol-Ann Canuel | 31e        |
| 108        | Alison Jackson   | 6e         |
| 109        | Leah Kirchmann   | 63e        |

| Fédération russe de cyclisme RCF | Fédération russe de cyclisme RCF | Fédération russe de cyclisme RCF |
| -------------------------------- | -------------------------------- | -------------------------------- |
| Num                              | Coureuse                         | Pos                              |
| 110                              | Tamara Dronova                   | AB                               |

| Colombie COL | Colombie COL      | Colombie COL |
| ------------ | ----------------- | ------------ |
| Num          | Coureuse          | Pos          |
| 111          | Erika Botero      | AB           |
| 112          | Lorena Colmenares | 117e         |
| 113          | Marcela Hernández | AB           |
| 114          | Paula Patiño      | 42e          |
| 115          | Diana Peñuela     | 98e          |

| Luxembourg LUX | Luxembourg LUX    | Luxembourg LUX |
| -------------- | ----------------- | -------------- |
| Num            | Coureuse          | Pos            |
| 116            | Nina Berton       | 116e           |
| 117            | Christine Majerus | 33e            |

| Lituanie LTU | Lituanie LTU    | Lituanie LTU |
| ------------ | --------------- | ------------ |
| Num          | Coureuse        | Pos          |
| 118          | Inga Čilvinaitė | 115e         |
| 119          | Rasa Leleivytė  | 54e          |

| Ukraine UKR | Ukraine UKR        | Ukraine UKR |
| ----------- | ------------------ | ----------- |
| Num         | Coureuse           | Pos         |
| 120         | Julia Biryukova    | 113e        |
| 121         | Valeriya Kononenko | 107e        |
| 122         | Hanna Solovey      | 57e         |

| Chili CHI | Chili CHI              | Chili CHI |
| --------- | ---------------------- | --------- |
| Num       | Coureuse               | Pos       |
| 123       | Paola Muñoz            | AB        |
| 124       | Stephanie Subercaseaux | AB        |

| Cuba CUB | Cuba CUB       | Cuba CUB |
| -------- | -------------- | -------- |
| Num      | Coureuse       | Pos      |
| 125      | Arlenis Sierra | 5e       |

| Thaïlande THA | Thaïlande THA      | Thaïlande THA |
| ------------- | ------------------ | ------------- |
| Num           | Coureuse           | Pos           |
| 127           | Chaniporn Batriya  | AB            |
| 128           | Kamonrada Khaoplot | AB            |
| 129           | Phetdarin Somrat   | 100e          |

| Hongrie HUN | Hongrie HUN | Hongrie HUN |
| ----------- | ----------- | ----------- |
| Num         | Coureuse    | Pos         |
| 130         | Blanka Vas  | 4e          |

| Biélorussie BLR | Biélorussie BLR     | Biélorussie BLR |
| --------------- | ------------------- | --------------- |
| Num             | Coureuse            | Pos             |
| 131             | Alena Amialiusik    | 12e             |
| 132             | Anastasiya Kolesava | 70e             |

| Mexique MEX | Mexique MEX     | Mexique MEX |
| ----------- | --------------- | ----------- |
| Num         | Coureuse        | Pos         |
| 133         | Lizbeth Salazar | 99e         |

| Tchéquie CZE | Tchéquie CZE      | Tchéquie CZE |
| ------------ | ----------------- | ------------ |
| Num          | Coureuse          | Pos          |
| 134          | Jarmila Machačová | 60e          |

| Israël ISR | Israël ISR       | Israël ISR |
| ---------- | ---------------- | ---------- |
| Num        | Coureuse         | Pos        |
| 135        | Rotem Gafinovitz | 86e        |
| 136        | Omer Shapira     | 44e        |

| Ouzbekistan UZB | Ouzbekistan UZB     | Ouzbekistan UZB |
| --------------- | ------------------- | --------------- |
| Num             | Coureuse            | Pos             |
| 137             | Shaknoza Abdullaeva | AB              |
| 138             | Anna Kulikova       | AB              |
| 139             | Yanina Kuskova      | 114e            |

| Lettonie LAT | Lettonie LAT   | Lettonie LAT |
| ------------ | -------------- | ------------ |
| Num          | Coureuse       | Pos          |
| 140          | Dana Rožlapa   | 108e         |
| 141          | Lina Svarinska | AB           |

| Slovaquie SVK | Slovaquie SVK    | Slovaquie SVK |
| ------------- | ---------------- | ------------- |
| Num           | Coureuse         | Pos           |
| 143           | Tereza Medvedová | AB            |

| Estonie EST | Estonie EST      | Estonie EST |
| ----------- | ---------------- | ----------- |
| Num         | Coureuse         | Pos         |
| 144         | Aidi Gerde Tuisk | AB          |

| Irlande IRL | Irlande IRL    | Irlande IRL |
| ----------- | -------------- | ----------- |
| Num         | Coureuse       | Pos         |
| 145         | Megan Armitage | AB          |

| Rwanda RWA | Rwanda RWA           | Rwanda RWA |
| ---------- | -------------------- | ---------- |
| Num        | Coureuse             | Pos        |
| 146        | Diane Ingabire       | AB         |
| 147        | Valantine Nzayisenga | AB         |

| Islande ISL | Islande ISL                | Islande ISL |
| ----------- | -------------------------- | ----------- |
| Num         | Coureuse                   | Pos         |
| 148         | Agusta Edda Bjornsdóttir   | AB          |
| 149         | Elín Björg Björnsdóttir    | AB          |
| 150         | Bríet Kristý Gunnarsdóttir | AB          |

| Serbie SRB | Serbie SRB  | Serbie SRB |
| ---------- | ----------- | ---------- |
| Num        | Coureuse    | Pos        |
| 151        | Jelena Erić | 110e       |

| Portugal POR | Portugal POR   | Portugal POR |
| ------------ | -------------- | ------------ |
| Num          | Coureuse       | Pos          |
| 155          | Daniela Campos | 103e         |
| 156          | Maria Martins  | AB           |

| Trinité-et-Tobago TTO | Trinité-et-Tobago TTO | Trinité-et-Tobago TTO |
| --------------------- | --------------------- | --------------------- |
| Num                   | Coureuse              | Pos                   |
| 160                   | Teniel Campbell       | AB                    |

| Brésil BRA | Brésil BRA         | Brésil BRA |
| ---------- | ------------------ | ---------- |
| Num        | Coureuse           | Pos        |
| 161        | Thayna Araujo Lima | AB         |

| Érythrée ERI | Érythrée ERI        | Érythrée ERI |
| ------------ | ------------------- | ------------ |
| Num          | Coureuse            | Pos          |
| 163          | Bisrat Ghebremeskel | AB           |
| 164          | Desiet Kidane       | AB           |
| 165          | Adiam Tesfalem Ande | AB           |

| Azerbaijan AZE | Azerbaijan AZE     | Azerbaijan AZE |
| -------------- | ------------------ | -------------- |
| Num            | Coureuse           | Pos            |
| 166            | Ayan Khankishiyeva | AB             |

| Japon JPN | Japon JPN    | Japon JPN |
| --------- | ------------ | --------- |
| Num       | Coureuse     | Pos       |
| 167       | Eri Yonamine | 85e       |

| Paraguay PAR | Paraguay PAR         | Paraguay PAR |
| ------------ | -------------------- | ------------ |
| Num          | Coureuse             | Pos          |
| 172          | Agua Marina Espínola | AB           |

| Argentine ARG | Argentine ARG  | Argentine ARG |
| ------------- | -------------- | ------------- |
| Num           | Coureuse       | Pos           |
| 174           | Luciana Roland | AB            |
| 175           | Anabel Yapura  | AB            |

| Suède SWE | Suède SWE       | Suède SWE |
| --------- | --------------- | --------- |
| Num       | Coureuse        | Pos       |
| 176       | Nathalie Eklund | 73e       |

| Pays-Bas NED | Pays-Bas NED                | Pays-Bas NED |
| ------------ | --------------------------- | ------------ |
| Num          | Coureuse                    | Pos          |
| 1            | Anna van der Breggen        | 89e          |
| 2            | Lucinda Brand               | 36e          |
| 3            | Amy Pieters                 | 30e          |
| 4            | Chantal van den Broek-Blaak | 32e          |
| 5            | Ellen van Dijk              | 18e          |
| 6            | Annemiek van Vleuten        | 19e          |
| 7            | Demi Vollering              | 7e           |
| 8            | Marianne Vos                | 2e           |

| Italie ITA | Italie ITA                | Italie ITA |
| ---------- | ------------------------- | ---------- |
| Num        | Coureuse                  | Pos        |
| 9          | Elisa Balsamo             | 1re        |
| 10         | Marta Bastianelli         | 22e        |
| 11         | Marta Cavalli             | 20e        |
| 12         | Elena Cecchini            | 95e        |
| 13         | Maria Giulia Confalonieri | 23e        |
| 14         | Vittoria Guazzini         | 94e        |
| 15         | Elisa Longo Borghini      | 17e        |

| Danemark DEN | Danemark DEN          | Danemark DEN |
| ------------ | --------------------- | ------------ |
| Num          | Coureuse              | Pos          |
| 16           | Amalie Dideriksen     | 65e          |
| 17           | Trine Holmsgaard      | 102e         |
| 18           | Marita Jensen         | 96e          |
| 19           | Emma Norsgaard        | 82e          |
| 20           | Rebecca Koerner       | AB           |
| 21           | Julie Norman Leth     | 79e          |
| 22           | Cecilie Uttrup Ludwig | 8e           |

| Allemagne GER | Allemagne GER      | Allemagne GER |
| ------------- | ------------------ | ------------- |
| Num           | Coureuse           | Pos           |
| 23            | Lisa Brennauer     | 9e            |
| 24            | Kathrin Hammes     | 74e           |
| 25            | Romy Kasper        | 87e           |
| 26            | Lisa Klein         | 66e           |
| 27            | Franziska Koch     | 37e           |
| 28            | Lea Lin Teutenberg | 88e           |
| 29            | Liane Lippert      | AB            |

| Suisse SUI | Suisse SUI     | Suisse SUI |
| ---------- | -------------- | ---------- |
| Num        | Coureuse       | Pos        |
| 30         | Caroline Baur  | 105e       |
| 31         | Elise Chabbey  | 13e        |
| 32         | Sina Frei      | 15e        |
| 33         | Nicole Koller  | AB         |
| 34         | Marlen Reusser | 90e        |
| 35         | Noemi Rüegg    | 62e        |

| États-Unis USA | États-Unis USA   | États-Unis USA |
| -------------- | ---------------- | -------------- |
| Num            | Coureuse         | Pos            |
| 36             | Kristen Faulkner | 52e            |
| 37             | Coryn Rivera     | 10e            |
| 38             | Lauren Stephens  | 106e           |
| 39             | Leah Thomas      | 56e            |
| 40             | Tayler Wiles     | 71e            |
| 41             | Ruth Edwards     | 21e            |

| Australie AUS | Australie AUS    | Australie AUS |
| ------------- | ---------------- | ------------- |
| Num           | Coureuse         | Pos           |
| 42            | Jessica Allen    | 111e          |
| 43            | Tiffany Cromwell | 41e           |
| 44            | Lauretta Hanson  | 92e           |
| 45            | Chloe Hosking    | AB            |
| 46            | Rachel Neylan    | 24e           |
| 47            | Sarah Roy        | 38e           |
| 48            | Amanda Spratt    | 93e           |

| Belgique BEL | Belgique BEL       | Belgique BEL |
| ------------ | ------------------ | ------------ |
| Num          | Coureuse           | Pos          |
| 49           | Shari Bossuyt      | 59e          |
| 50           | Kim de Baat        | AB           |
| 51           | Valerie Demey      | 76e          |
| 52           | Jolien D'Hoore     | 34e          |
| 53           | Lotte Kopecky      | 16e          |
| 54           | Jesse Vandenbulcke | 48e          |

| Afrique du Sud RSA | Afrique du Sud RSA         | Afrique du Sud RSA |
| ------------------ | -------------------------- | ------------------ |
| Num                | Coureuse                   | Pos                |
| 55                 | Frances Janse van Rensburg | 112e               |
| 56                 | Kerry Jonker               | AB                 |
| 57                 | Tiffany Keep               | AB                 |
| 58                 | Ashleigh Moolman           | 11e                |
| 59                 | Hayley Preen               | 61e                |
| 60                 | Courteney Webb             | AB                 |

| Pologne POL | Pologne POL          | Pologne POL |
| ----------- | -------------------- | ----------- |
| Num         | Coureuse             | Pos         |
| 61          | Marta Jaskulska      | 68e         |
| 62          | Karolina Karasiewicz | 97e         |
| 63          | Karolina Kumięga     | 51e         |
| 64          | Marta Lach           | 53e         |
| 65          | Aurela Nerlo         | 72e         |
| 66          | Katarzyna Niewiadoma | 3e          |

| France FRA | France FRA          | France FRA |
| ---------- | ------------------- | ---------- |
| Num        | Coureuse            | Pos        |
| 67         | Aude Biannic        | 45e        |
| 68         | Audrey Cordon-Ragot | 27e        |
| 69         | Eugénie Duval       | 49e        |
| 70         | Roxane Fournier     | 109e       |
| 71         | Juliette Labous     | 46e        |
| 72         | Évita Muzic         | 50e        |

| Grande-Bretagne GBR | Grande-Bretagne GBR | Grande-Bretagne GBR |
| ------------------- | ------------------- | ------------------- |
| Num                 | Coureuse            | Pos                 |
| 73                  | Alice Barnes        | 84e                 |
| 74                  | Lizzie Deignan      | 14e                 |
| 75                  | Pfeiffer Georgi     | 35e                 |
| 76                  | Anna Henderson      | 25e                 |
| 77                  | Joscelin Lowden     | AB                  |
| 78                  | Anna Shackley       | 40e                 |

| Espagne ESP | Espagne ESP      | Espagne ESP |
| ----------- | ---------------- | ----------- |
| Num         | Coureuse         | Pos         |
| 79          | Mavi García      | 29e         |
| 80          | Sheyla Gutiérrez | 81e         |
| 81          | Sara Martín      | 69e         |
| 82          | Eider Merino     | 55e         |
| 83          | Lourdes Oyarbide | 77e         |
| 84          | Ane Santesteban  | 39e         |

| Norvège NOR | Norvège NOR        | Norvège NOR |
| ----------- | ------------------ | ----------- |
| Num         | Coureuse           | Pos         |
| 85          | Katrine Aalerud    | 83e         |
| 86          | Susanne Andersen   | 75e         |
| 87          | Stine Borgli       | 80e         |
| 88          | Ingvild Gåskjenn   | 78e         |
| 89          | Emilie Moberg      | AB          |
| 90          | Anne Dorthe Ysland | 47e         |

| Slovénie SLO | Slovénie SLO  | Slovénie SLO |
| ------------ | ------------- | ------------ |
| Num          | Coureuse      | Pos          |
| 91           | Urška Bravec  | AB           |
| 92           | Eugenia Bujak | 58e          |
| 93           | Špela Kern    | 28e          |
| 94           | Urška Žigart  | AB           |

| Nouvelle-Zélande NZL | Nouvelle-Zélande NZL | Nouvelle-Zélande NZL |
| -------------------- | -------------------- | -------------------- |
| Num                  | Coureuse             | Pos                  |
| 95                   | Henrietta Christie   | AB                   |
| 96                   | Michaela Drummond    | 64e                  |
| 97                   | Niamh Fisher-Black   | 91e                  |
| 98                   | Ella Harris          | 26e                  |

| Autriche AUT | Autriche AUT            | Autriche AUT |
| ------------ | ----------------------- | ------------ |
| Num          | Coureuse                | Pos          |
| 99           | Verena Eberhardt        | AB           |
| 100          | Sarah Rijkes            | 67e          |
| 101          | Christina Schweinberger | 104e         |
| 102          | Kathrin Schweinberger   | AB           |

| Suède SWE | Suède SWE          | Suède SWE |
| --------- | ------------------ | --------- |
| Num       | Coureuse           | Pos       |
| 103       | Caroline Andersson | AB        |
| 104       | Julia Borgström    | 101e      |
| 105       | Hanna Nilsson      | 43e       |
| 106       | Sara Penton        | AB        |

| Canada CAN | Canada CAN       | Canada CAN |
| ---------- | ---------------- | ---------- |
| Num        | Coureuse         | Pos        |
| 107        | Karol-Ann Canuel | 31e        |
| 108        | Alison Jackson   | 6e         |
| 109        | Leah Kirchmann   | 63e        |

| Fédération russe de cyclisme RCF | Fédération russe de cyclisme RCF | Fédération russe de cyclisme RCF |
| -------------------------------- | -------------------------------- | -------------------------------- |
| Num                              | Coureuse                         | Pos                              |
| 110                              | Tamara Dronova                   | AB                               |

| Colombie COL | Colombie COL      | Colombie COL |
| ------------ | ----------------- | ------------ |
| Num          | Coureuse          | Pos          |
| 111          | Erika Botero      | AB           |
| 112          | Lorena Colmenares | 117e         |
| 113          | Marcela Hernández | AB           |
| 114          | Paula Patiño      | 42e          |
| 115          | Diana Peñuela     | 98e          |

| Luxembourg LUX | Luxembourg LUX    | Luxembourg LUX |
| -------------- | ----------------- | -------------- |
| Num            | Coureuse          | Pos            |
| 116            | Nina Berton       | 116e           |
| 117            | Christine Majerus | 33e            |

| Lituanie LTU | Lituanie LTU    | Lituanie LTU |
| ------------ | --------------- | ------------ |
| Num          | Coureuse        | Pos          |
| 118          | Inga Čilvinaitė | 115e         |
| 119          | Rasa Leleivytė  | 54e          |

| Ukraine UKR | Ukraine UKR        | Ukraine UKR |
| ----------- | ------------------ | ----------- |
| Num         | Coureuse           | Pos         |
| 120         | Julia Biryukova    | 113e        |
| 121         | Valeriya Kononenko | 107e        |
| 122         | Hanna Solovey      | 57e         |

| Chili CHI | Chili CHI              | Chili CHI |
| --------- | ---------------------- | --------- |
| Num       | Coureuse               | Pos       |
| 123       | Paola Muñoz            | AB        |
| 124       | Stephanie Subercaseaux | AB        |

| Cuba CUB | Cuba CUB       | Cuba CUB |
| -------- | -------------- | -------- |
| Num      | Coureuse       | Pos      |
| 125      | Arlenis Sierra | 5e       |

| Thaïlande THA | Thaïlande THA      | Thaïlande THA |
| ------------- | ------------------ | ------------- |
| Num           | Coureuse           | Pos           |
| 127           | Chaniporn Batriya  | AB            |
| 128           | Kamonrada Khaoplot | AB            |
| 129           | Phetdarin Somrat   | 100e          |

| Hongrie HUN | Hongrie HUN | Hongrie HUN |
| ----------- | ----------- | ----------- |
| Num         | Coureuse    | Pos         |
| 130         | Blanka Vas  | 4e          |

| Biélorussie BLR | Biélorussie BLR     | Biélorussie BLR |
| --------------- | ------------------- | --------------- |
| Num             | Coureuse            | Pos             |
| 131             | Alena Amialiusik    | 12e             |
| 132             | Anastasiya Kolesava | 70e             |

| Mexique MEX | Mexique MEX     | Mexique MEX |
| ----------- | --------------- | ----------- |
| Num         | Coureuse        | Pos         |
| 133         | Lizbeth Salazar | 99e         |

| Tchéquie CZE | Tchéquie CZE      | Tchéquie CZE |
| ------------ | ----------------- | ------------ |
| Num          | Coureuse          | Pos          |
| 134          | Jarmila Machačová | 60e          |

| Israël ISR | Israël ISR       | Israël ISR |
| ---------- | ---------------- | ---------- |
| Num        | Coureuse         | Pos        |
| 135        | Rotem Gafinovitz | 86e        |
| 136        | Omer Shapira     | 44e        |

| Ouzbekistan UZB | Ouzbekistan UZB     | Ouzbekistan UZB |
| --------------- | ------------------- | --------------- |
| Num             | Coureuse            | Pos             |
| 137             | Shaknoza Abdullaeva | AB              |
| 138             | Anna Kulikova       | AB              |
| 139             | Yanina Kuskova      | 114e            |

| Lettonie LAT | Lettonie LAT   | Lettonie LAT |
| ------------ | -------------- | ------------ |
| Num          | Coureuse       | Pos          |
| 140          | Dana Rožlapa   | 108e         |
| 141          | Lina Svarinska | AB           |

| Slovaquie SVK | Slovaquie SVK    | Slovaquie SVK |
| ------------- | ---------------- | ------------- |
| Num           | Coureuse         | Pos           |
| 143           | Tereza Medvedová | AB            |

| Estonie EST | Estonie EST      | Estonie EST |
| ----------- | ---------------- | ----------- |
| Num         | Coureuse         | Pos         |
| 144         | Aidi Gerde Tuisk | AB          |

| Irlande IRL | Irlande IRL    | Irlande IRL |
| ----------- | -------------- | ----------- |
| Num         | Coureuse       | Pos         |
| 145         | Megan Armitage | AB          |

| Rwanda RWA | Rwanda RWA           | Rwanda RWA |
| ---------- | -------------------- | ---------- |
| Num        | Coureuse             | Pos        |
| 146        | Diane Ingabire       | AB         |
| 147        | Valantine Nzayisenga | AB         |

| Islande ISL | Islande ISL                | Islande ISL |
| ----------- | -------------------------- | ----------- |
| Num         | Coureuse                   | Pos         |
| 148         | Agusta Edda Bjornsdóttir   | AB          |
| 149         | Elín Björg Björnsdóttir    | AB          |
| 150         | Bríet Kristý Gunnarsdóttir | AB          |

| Serbie SRB | Serbie SRB  | Serbie SRB |
| ---------- | ----------- | ---------- |
| Num        | Coureuse    | Pos        |
| 151        | Jelena Erić | 110e       |

| Portugal POR | Portugal POR   | Portugal POR |
| ------------ | -------------- | ------------ |
| Num          | Coureuse       | Pos          |
| 155          | Daniela Campos | 103e         |
| 156          | Maria Martins  | AB           |

| Trinité-et-Tobago TTO | Trinité-et-Tobago TTO | Trinité-et-Tobago TTO |
| --------------------- | --------------------- | --------------------- |
| Num                   | Coureuse              | Pos                   |
| 160                   | Teniel Campbell       | AB                    |

| Brésil BRA | Brésil BRA         | Brésil BRA |
| ---------- | ------------------ | ---------- |
| Num        | Coureuse           | Pos        |
| 161        | Thayna Araujo Lima | AB         |

| Érythrée ERI | Érythrée ERI        | Érythrée ERI |
| ------------ | ------------------- | ------------ |
| Num          | Coureuse            | Pos          |
| 163          | Bisrat Ghebremeskel | AB           |
| 164          | Desiet Kidane       | AB           |
| 165          | Adiam Tesfalem Ande | AB           |

| Azerbaijan AZE | Azerbaijan AZE     | Azerbaijan AZE |
| -------------- | ------------------ | -------------- |
| Num            | Coureuse           | Pos            |
| 166            | Ayan Khankishiyeva | AB             |

| Japon JPN | Japon JPN    | Japon JPN |
| --------- | ------------ | --------- |
| Num       | Coureuse     | Pos       |
| 167       | Eri Yonamine | 85e       |

| Paraguay PAR | Paraguay PAR         | Paraguay PAR |
| ------------ | -------------------- | ------------ |
| Num          | Coureuse             | Pos          |
| 172          | Agua Marina Espínola | AB           |

| Argentine ARG | Argentine ARG  | Argentine ARG |
| ------------- | -------------- | ------------- |
| Num           | Coureuse       | Pos           |
| 174           | Luciana Roland | AB            |
| 175           | Anabel Yapura  | AB            |

| Suède SWE | Suède SWE       | Suède SWE |
| --------- | --------------- | --------- |
| Num       | Coureuse        | Pos       |
| 176       | Nathalie Eklund | 73e       |